# De la esencia de los sueños
De la esencia de los sueños (en alemán Vom Wesen der Träume) es un ensayo de Carl Gustav Jung publicado en Basilea en 1945, siendo revisado y ampliado en 1948.
Representa uno de los principales ensayos de Jung acerca de los sueños y su interpretación, junto a Puntos de vista generales acerca de la psicología de los sueños (1916/1948). El autor suizo nunca intentó realizar una consolidación de sus aportes en este campo, por lo que su plasmación queda repartida a lo largo de toda su obra, siendo escasos los trabajos que lo sistematizan. Solo a posteriori varios autores posjunguianos trataron de solventar dicha carencia, entre los que destaca Mary Ann Mattoon.

## Edición en castellano
- Jung, Carl Gustav (2004 [2ª edición 2011]). Obra completa de Carl Gustav Jung. Volumen 8: La dinámica de lo inconsciente. 10. De la esencia de los sueños (1945/1948). Madrid: Editorial Trotta. ISBN 978-84-8164-586-6/ ISBN 978-84-8164-587-3.

- Datos: Q5800750